# Micropsitta pusio
El microloro pusio (Micropsitta pusio) es una especie de ave psittaciforme de la familia Psittaculidae nativa de los bosques húmedos de Nueva Guinea, las islas Bismarck y algunas islas menores circundantes.
Poco estudiado, es conocido principalmente por ser el loro más pequeño del mundo, con una media de 11,5 g de peso y entre 8,4 y 8,6 cm de longitud.

## Taxonomía
La especie fue descrita por primera vez como Nasiterna pusio por el naturalista inglés Philip Lutley Sclater en 1866. El nombre del género Micropsitta deriva del griego mikros que significa pequeño y psitta loro. El nombre específico deriva del latín pũsǐõ, que significa "chico".
Se han descrito cuatro subespecies, a pesar de que su estado ha sido cuestionado. La subespecie tipo, pusio, se reproduce en el archipiélago de Bismarck y el sureste de Nueva Guinea, las aves de la isla Fergusson en el archipiélago de D'Entrecasteaux tienen la garganta azulada y marcas menos distintivas y se describen como harterti; las aves de Misima e islas Tagula en el archipiélago de las Luisiadas son un poco más grandes y tienen más partes inferiores amarillentas y se describen como subespecie stresemanni, y aquellas que se extienden en el oeste de Nueva Guinea desde la bahía Cenderawasih al río Kumusi tienen plumaje más oscuro en general y se nombran subespecie beccarii.

## Descripción
Mide una media de 8,4 cm de largo. El macho y la hembra son similares en apariencia, el plumaje es principalmente verde con un tono amarillento en las partes inferiores. Las mejillas, la cara y la frente son de color ante. Tiene un parche de color azul oscuro en la parte superior de la cabeza que se extiende hacia atrás hasta la protuberancia occipital. Las marcas de la cabeza son más pequeñas en las hembras, y más pálido el color de la cara. Los ojos son de color marrón oscuro y el pico es gris, las patas son de color grisáceo con reflejos azules o rosados. Los pájaros no maduros carecen de la corona azul, reemplazándola con verde, y el color de la piel ante es menos clara.

## Distribución y hábitat
Esta ave se distribuye a través de las tierras bajas del norte de la isla de Nueva Guinea, en el oeste hasta el extremo sudeste a una altitud de unos 800 m, así como en el archipiélago de Bismarck. Habitan bosques húmedos. Se les encuentra en grupos reducidos de un máximo de seis aves y son muy activos, saltando alrededor de los troncos.

### Estado de conservación
Si bien su tamaño poblacional es desconocido, la especie se encuentra en un rango muy amplio y está catalogada como de preocupación menor por la UICN.